# مگس وزغ
مگس وزغ(نام علمی: Lucilia bufonivora) نام یک گونه از سرده شیشه‌سبز است.